# Al-Marj Al-Akhdar Al-Sharqi
Al-Marj al-Akhdar al-Sharqi (tiếng Ả Rập: المرج الأخضر الشرقي al-maraj al-ʾaḵḍar aš-šarqī) là một ngôi làng Syria nằm ở Jisr al-Shughur Nahiyah ở huyện Jisr al-Shughur, Idlib. Theo Cục Thống kê Trung ương Syria (CBS), Al-Marj Al-Akhdar Al-Sharqi có dân số 4424 trong cuộc điều tra dân số năm 2004.